# Bercloux
Bercloux es una comuna francesa situada en el departamento de Charente Marítimo, en la región de Nueva Aquitania.

## Demografía
| 416 | 381 | 365 | 332 | 312 | 325 | 445 |
| Para los censos de 1962 a 1999 la población legal corresponde a la población sin duplicidades (Fuente: INSEE [Consultar]) |     |     |     |     |     |     |